# Nana Kottens
Vous pouvez aider à l'améliorer ou bien discuter des problèmes sur sa page de discussion.
- Son texte doit être wikifié : il ne correspond pas à la mise en forme Wikipédia (style, typographie, liens internes, liens entre les wikis, etc.). (Marqué depuis novembre 2022)
- Il n’est pas rédigé dans un style encyclopédique. (Marqué depuis novembre 2022)
- La traduction doit être revue. Le contenu est difficilement compréhensible à cause d’erreurs de traduction, peut-être dues à l’utilisation d’un logiciel de traduction automatique. (Marqué depuis novembre 2022)

Lewis Kofi Nana Antwi, connu sous le nom Nana Kottens est un chanteur, auteur-compositeur et producteur américano-ghanéen, PDG et fondateur de Sound Lion Records & Nana Kottens Tunes Publishing,,.

## Jeunesse et début de carrière musicale
Nana Kottens est né et a grandi à Accra, dans la région Grand Accra au Ghana, d'une mère et d'un père ghanéens. Il a étudié à l’École Internationale Préparatoire Elta, où il a développé son amour d'art et de la musique. Il a ensuite étudié à Hansen Road SDA Junior High school puis à l’École Secondaire Technique de Koforidua (ESTK) où il a étudié la construction de bâtiments dans l’espoir d'être un ingénieur en génie civil. Il a commencé ses études du premier cycle dans l’Académie Régionale Maritime où il est admis comme cadet maritime et a étudié l’Ingénierie Maritime pendant 3 ans. Avec certains de ses amis, il y crée alors le groupe de chant “The Sailors” (Les marins). Même s'ils n'ont pas sorti une chanson ensemble, le groupe a écrit et a rencontré des chansons durant son temps au collège.
Il a continué ses études aux États-Unis dans l’Académie Maritime du Maine (MMA: Maine Maritime Academy) à Castine et a étudié brièvement l'Ingénierie de la Centrale Électrique. Nana Kottens a changé sa spécialité au cours de sa dernière année au MMA à la Gestion d’Entreprise et a transféré à Liberty University où il a obtenu son premier diplôme de licence en gestion des affaires. Kottens a obtenu son Master des arts en leadership exécutif de l’Université de Liberté en 2019.
Avant d'obtenir son diplôme, il s'est enrôlé dans la Marine des États-Unis en tant que Force maritime de la Flotte (FMF: Fleet Marine Force). 
Il a été assistant dentaire, Homme Du Corps de l’Hôpital (HCDA: Hospital Corpsman Dental Assistant). Il a complété son Master en sciences de la santé publique et de l'environnement et certificat d'études supérieures en hygiène industrielle en 2015 au Collège Médical à New York, Valhalla, NY. Il est actuellement un professionnel de l'environnement enregistré,.
En 2013, Nana Kottens a fondé Sound Lion Records avec Jean Ocran. Ils ont fondé le label afin d’aider à promouvoir les artistes africains talentueux à travers le monde. En 2020, il a écrit et a sorti son premier single “Mama Don’t Give Up”. Le projet a été présenté par de grandes organisations et institutions du monde entier pour inclure, à l'Université de la Liberté Association des officiers commissionnés, etc. 
En 2022, Nana Kottens a été intronisé à la Société honoraire nationale américaine Delta Omega pour la santé publique.

## Militaire
Nana Kottens a rejoint la marine américaine en tant qu'assistant dentaire homme du corps de l’hôpital (HMDA: Hospital Corpsman Dental Assistant) en février 2011 et est libéré par anticipation de la Marine des États-Unis en octobre 2015 pour accepter une commission avec le corps commissionné de la santé publique des États-Unis. En décembre 2016, il a été nommé agent de santé environnementale et a été affecté à la Food and Drug Administration des États-Unis en tant qu'enquêteur en biotechnologie,,.

## Discographie
- Mama Don’t Give Up[10]
- Odo[14]
- One More Chance[15]
- Call Girl (ft Lowekey)[16]
- Say No (Nana Kottens & Sugar Ranking)
- Mama We Miss You

## Récompenses et nominations
La chanson Call Girl a reçu trois nominations en 2022 :
- Ghana Music Awards-USA pour le meilleur chanteur masculin américain de l'année.
- Meilleure collaboration internationale de l'année basée aux États-Unis.
- Meilleure chanson Hiplife/Hip Hop basée aux États-Unis de l'année[17],[18].